# Juana Marta Rodas
Juana Marta Rodas (Itá, 8 de febrero de 1925 – 8 de agosto de 2013) fue una ceramista paraguaya.

## Biografía
Rodas nació en Itá, en el Departamento Central, una ciudad llamada la Capital de las Cerámicas. Fue educada en las artes cerámicas por su madre Juana de Jesús Oviedo y su abuela María Balbina Cuevas. Ella misma, transfirió sus conocimientos a su hija Julia Isídrez, con la que trabajaría gran parte de su carrera. Juntas recibieron numerosos premios y reconocimientos en todo el mundo.
El trabajo de Rodas es considerado arte moderno y se caracteriza por la unión de la cerámica tradicional con técnicas contemporáneas. Josefina Pla describe su obra como «microesculturas» en su libro La cerámica popular Paraguaya.
El crítico de arte y profesor Ticio Escobar describe su arte como «uno de los más fuertes y originales testimonios del arte paraguayo contemporáneo, y un homenaje a su noble historia». Su obra está presente en colecciones privadas, centros culturales y museos del Paraguay y del exterior..

## Exposiciones
La obra de Rodas e Isídrez fue expuesta en muchos salones a nivel tanto paraguayo como internacional. Los más destacados son:
- 1976. Galería de la UNESCO, Paris
- 1992 y 1993: Galería Fábrica, Asunción
- 1994: Salon de la Biennale Martel, Asunción
- 1995: Galería Lamarca, Asunción
- 1995: Museo del Barro, Asunción
- 1996: Galería Fábrica, Asunción
- 1997: Galería Lamarca, Asunción
- 1998 and 1999: Museo del Barro, Asunción
- 1999: Bienal del Mercosur, Porto Alegre
- 2007: 16º año internacional ARte COntemporáneo (ARCO), Madrid
- 2008: 35º exhibición internacional de arte tradicional, Pontificia Universidad Católica de Chile, Santiago
- 2009: Museo de Arte Artesanal Contemporáneo de Chile, Santiago

## Premios
Rodas recibió muchos galardones, prácticamente todos junto con su hija Julia Isídrez:
- 1994: Gran Premio, Bienal de Martel de Artes Visuales, Centro Cultural de la Ciudad, Asunción
- 1998: Premio de la ciudad de Madrid
- 1999: Premio Príncipe Claus
- 1999: Premio al Mejor Artista Artesanal de la UNESCO, el Departamento Central y la sociedad Hecho à Mano
- 2001: Primer Premio en Arte Tradicional, Cooperativa Universitaria
- 2008: Premio Lorenzo Berg Salvo, Pontificia Universidad Católica de Chile, Santiago
- 2009: Gran Cruz de la Orden Nacional del Mérito, Francia